# Stade Francis Le Basser
Stade Francis Le Basser este un stadion multifuncțional din Laval, Franța. În prezent, este folosit în principal pentru meciuri de fotbal și este stadionul pe care își joacă meciurile pe teren propriu echipa Stade Lavallois. Stadionul are o capacitate de 18.739 de locuri.